# Административное деление Казани
Казань как город республиканского значения подразделяется на 7 административно-территориальных единиц — районов (районов в городе). В рамках организации местного самоуправления образует муниципальное образование город Казань со статусом городского округа. Районы в городе не являются муниципальными образованиями.

## Районы
| № | Район            | Население | Площадь (км²) | Описание |
| - | ---------------- | --------- | ------------- | --- |
| 1 | Авиастроительный | ↗118 629  | 38,91         | Занимает северную часть города, включая жилые кварталы-микрорайоны и несколько периферийных посёлков. Название района связано с тем, что на его территории расположены вертолётный, авиастроительный и моторостроительный заводы. Образован в 1994 году. |
| 2 | Вахитовский      | ↗85 203   | 25,82         | Занимает центральную часть города. Территория современного Вахитовского района включает в себя исторический центр Казани. 469 зданий и сооружений в районе относятся к памятникам градостроительства. Образован в 1973 году (на территории, бывшей районом также в 1942—1956 гг). |
| 3 | Кировский        | ↗140 789  | 108,79        | Занимает западную часть Казани, значительную площадь района занимает лесопарковая зона, а также крупный посёлок-эксклав Юдино и несколько других посёлков. Образован в 1920 году. |
| 4 | Московский       | ↗134 104  | 38,81         | Занимает центрально-северо-западную часть города Казани, начинаясь от исторических Козьей и Кизической слобод, появившихся в XVII веке и доходя до микрорайона Жилплощадка у промзоны завода Казаньоргсинтез. Образован в 1973 году. |
| 5 | Ново-Савиновский | ↗224 904  | 20,66         | Занимает центрально-северо-восточную часть г. Казани. Это самый плотнонаселённый район города. Большая часть района является самым крупным в городе «спальным» районом Новое Савиново (в обиходе — Квартала́). В южной части района на намывной территории реки Казанка района ведётся строительство делового района Миллениум-Зилант-Сити. Образован в 1994 году. |
| 6 | Приволжский      | ↗272 724  | 115,77        | Занимает южную часть города Казани. На территории Приволжского района расположены крупный «спальный» район Горки (восточная часть района), несколько посёлков (Старые Горки, Первомайский, Борисково и др.), множество крупных промышленных предприятий, занимающих значительную часть площади района, в том числе и Казанская ТЭЦ-1. Образован в 1920 году. |
| 7 | Советский        | ↗338 309  | 76,87         | Занимает северо-восточную и восточную часть города Казани. Советский район Казани объединяет крупный «спальный» район Азино (юго-восточная часть района), жилые массивы вдоль Сибирского тракта и на Арских полях, территории микрорайонов Танкодром, А.Кутуя (в обиходе — Аделька), Казань-XXI век (бывший Взлётный), крупный посёлок-эксклав Дербышки и несколько других периферийных посёлков, в том числе включённые в городскую черту Казани недавно (в 1998 и 2004 гг). Образован в 1934 году. |

С конца 2010 года объединены администрации следующих районов:
- Ново-Савиновский и Авиастроительный (на базе Ново-Савиновской администрации)
- Приволжский и Вахитовский (на базе Приволжской администрации)
- Московский и Кировский (на базе администрации Московского района)

## История
С конца XVIII века до начала XX века в Казани основной единицей административного деления была полицейская часть. Сначала город был разделён на 2, затем на 3 части. В начале XIX века их было четыре: в 1-ю полицейскую часть входила территория Казанского посада, ранее окружённого крепостной стеной; во 2-ю полицейскую часть входили Мокрая слобода, Московская улица, Булак, Татарская и Ново-Татарская слободы; в 3-ю полицейскую часть входила восточная часть города; в 4-ю полицейскую часть входила юго-восточная часть города, в частности, Суконная слобода. В 1825 году, после присоединения к городу Адмиралтейской слободы и нескольких заречных слобод была образована 5-я полицейская часть; в неё также вошла юго-западная часть города. В 1879 году в результате разделения 5-й полицейской части из северных слобод Казани была образована 6-я полицейская часть. После присоединения к Казани Пороховой слободы в 1917 году из неё была образована 7-я милицейская часть; тогда же была создана Внегородская милицейская часть, в которую входили пригороды Казани (Удельная и Клыковская стройки, Калуга). К середине 1920-х годов милицейские части продолжали оставаться основными внутригородскими административными единицами. Территории 1-й и 2-й частей сохранились без изменений; 3-я часть увеличилась за счёт присоединённой в 1924 году Клыковской стройки, 4-я часть увеличилась за счёт присоединённых тогда же Калугиной Горы и Подаметьевской слободы, 5-я часть увеличилась за счёт Бакалды, ранее относившейся к 6-й части, и Жировки, присоединённой в 1924 году; 6-я часть увеличилась за счёт присоединённых к городу Пороховой слободы, Крыловки, Удельной, Ивановской и Савиновской строек.
Впервые разделение города на административные городские районы произведено в 1918 году, когда были учреждены 3 района:
Бауманский (исторический центр города), Железнодорожный (западная часть города), Плетенёвский (южная часть города).
В 1919 году Железнодорожный район был переименован в Забулачный. В 1920 году Забулачный и Плетенёвский районы были объединены в Забулачно-Плетенёвский, который в 1926 году был переименован в Нижегородский, а в 1931 году — в Сталинский.
В 1920 году из Адмиралтейской слободы и присоединённых к городу посёлков за рекой Казанка был образован Объединённо-Слободской район, который в 1925 году был переименован в Зареченский (ставший первым в городе административным районом), а в 1928 году — в Пролетарский.
Первым полноценным административный районом города стал Заречный район в 1925 году. Позже, в 1930-х годах им стал и Бауманский район.
В октябре 1934 года из восточной части Пролетарского района был выделен Ленинский район, однако его границы не были определены до начала 1935 года.
В 1935 году из Бауманского района выделяются сразу два административных района: Сталинский и Молотовский.
Постановление Президиума Казанского городского Совета о разукрупнении Бауманского района г. Казани
15 мая 1935 г.
Слушали: Постановление Президиума ТЦИКа от 17/IV 1935 г. «О разукрупнении Бауманского района».
Постановили:
1. В дополнение постановления Президиума Горсовета от 27 февраля по выделению Сталинского района, граничащего с Бауманским районом естественной границей Булака и Кабана — определить границы Бауманского и вновь организованного района, начиная от Булака по ул. Кооперативной до Куйбышевского кольца мимо кв. № 74 с выходом на ул. Бутлерова до кв. 59 с поворотом на ул. Толстого со спуском в Подлужную с упором в р. Казанку.
2. Наименовать новый район «Молотовским».

3. Население Бауманского района ориентировочно определяется в 75 тыс. чел., в том числе работающих в промышленности 6461 чел., нового района в 75 тыс. чел., в том числе работающих в промышленности 5100 чел. и Сталинского — 70 тыс. чел., в том числе работающих в промышленности 15 784 чел. 4. В соответствии с указанной границей селитебная часть Бауманского района определяется в 358 га, Молотовского с селениями Аметьево и Горки — 927, Сталинского района с селениями Поповка, Кокушкино, Воскресенского, Малые Отары, Борисково, Крутовка — 517 га.Постановление Президиума Казанского городского Совета о разукрупнении Бауманского района г. Казани // История Казани в документах и материалах. XX век / Амирханов, Равиль Усманович. — Казань: Магариф, 2004. — С. 426. — 711 с. — ISBN 5-7761-1323-7.
В феврале 1935 года были определены границы Ленинского и Пролетарского (в том же году переименованного в Кировский) районов: от межевого столба № 110 (у перекрёстка современных улиц Гагарина и Исаева) по 11-й Союзной улице, затем по улице Декабристов, затем по Ленинградской улице, затем по 3-й Союзной улице, затем по 2-й Юго-Западной улице, от неё на Казанку (включая Козью слободу в Ленинский район).
Также изменена граница между Бауманским и Сталинским районами: к Сталинскому отнесён небольшой участок между Булаком и Ярмарочной улицей, затем граница проходила по Булаку и Кабану до моста, соединявшего улицы Ученче и Дальняя; в Сталинский район включался посёлок Лозовского, после чего граница районов проходила по железной дороге и шоссе (Оренбургский тракт) до городской черты.
В ноябре 1935 года изменена граница Бауманского и Молотовского районов: она начала проходить от Казанки по улицам Пушкина и Куйбышева до озера Кабан; участок между Булаком и Ярмарочной улицей вновь отошёл Бауманскому району.
В начале 1937 году граница между Молотовским и Сталинским районами установлена по озёрам Кабан.
В 1938/39 годах была изменена граница между Ленинским и Кировским районами: от Порохового кладбища по улицами Окольная, Бакалейная, Ташкентская (Односторонка Ломаная), между улицами Батрацкая и Смежная, по западным границам Кизической и Козьей слобод. В тот же период к Молотовскому району отошёл небольшой участок Бауманского района между улицами Пушкина, Карла Маркса, Лобачевского, Астрономическая и Профсоюзная.
Таким образом, к началу Великой Отечественной войны город состоял из пяти районов — Бауманский, Сталинский, Молотовский, Кировский, Ленинский.
1 апреля 1942 году из северо-восточной части Сталинского района был выделен Дзержинский район, а также из восточной части Бауманского и западной части Молотовского районов был образован Свердловский район.
Границами Дзержинского района являлись: Ярмарочная улица, Булак, улица Галиаскара Камала, железнодорожная линия до пересечения с дамбой на Ново-Татарскую слободу, дорога на Бакалду, пойма р. Волги, северный угол Кривого озера на Дальнем Устье, от него прямая линия к ж/д мосту через Ичку, от него прямая линия к Казанке до Ярмарочной улицы.
Границами Свердловского района являлись: от места пересечения улицы Куйбышева и Булака — озеро Кабан, ж/д мост, ж/д линия до западной границы мясокомбината, оттуда грунтовая дорога до Малых Отар до межевого столба № 359, вдоль городской черты до межевого столба № 289, от него прямая линия до 23 км железной дороги, ж/д линия до улицы Достоевского, улица Достоевского, улица Ленина, улица Свердлова, улица Куйбышева.
Итого, к началу 1950-х годов в городе стало 7 районов — Бауманский, Дзержинский, Сталинский, Свердловский, Молотовский, Кировский, Ленинский.
В 1956 году Свердловский район был объединён со Сталинским, укрупнённый район был назван Приволжским, Дзержинский район был объединён с Бауманским. Число районов уменьшилось до пяти: Бауманский, Приволжский, Советский, Кировский, Ленинский.
В 1957 году изменены границы районов:
- к Бауманскому району от Приволжского отошёл участок между улицей Куйбышева (старая граница района) с севера, озером Кабан с запада, улицей Жданова с юга, и улицами Тихомирнова, участком между улицами Тихомирнова и Свердлова, Старой улицей, линией между улицей Свердлова и Щербаковским переулком с востока;
- к Молотовскому району от Приволжского отошёл участок между железной дорогой с востока, улицами Достоевского, Ленина с севера и северо-востока, улицами Тихомирнова, участком между улицами Тихомирнова и Свердлова, Старой улицей, линией между улицей Свердлова и Щербаковским переулком с запада, и Подгорной улицей с юга.[17]

В том же году Молотовский район был переименован в Советский.
В 1958 году была частично изменена граница между Советским и Приволжским районами:  вместо Подгорной улицы граница районов стала проходить по улицам Подгорная до дома № 108 и далее по улице Вятский овраг до ж/д линии.
В 1961 году изменены границы между районами:
- к Советскому району от Бауманского отошёл небольшой квадрат, ограниченный улицами Большая Красная, Театральная, Бассейная, Пушкина;
- незначительно изменена граница между Ленинским и Кировским районами в пользу первого южнее Гривки;
- незначительно изменена граница между Советским и Приволжским районами южнее Клыковки;

В 1973 году из западной части Ленинского района был выделен Московский район, а на территории бывшего Дзержинского района был вновь образован Вахитовский район. Долгое время в конце существования СССР и немного после Казань состояла из 7-ми районов — Бауманский, Вахитовский, Приволжский, Советский, Кировский, Ленинский, Московский.
В 1994 году Ленинский район был разделён на районы Ново-Савиновский (из южной части) и Авиастроительный (из северной части), а также Бауманский район был присоединён к Вахитовскому. Число районов осталось прежним — 7: Вахитовский, Приволжский, Советский, Кировский, Московский, Ново-Савиновский, Авиастроительный.

## Субподразделения

### Административные
В 1996 году выделением из состава соответственно Бауманского и Приволжского районов были образованы 2 имеющие отдельные администрации особые префектуры Казанский посад (центральная часть ядра исторического центра вдоль оси улицы Баумана между улицей Профсоюзная и протокой Булак) и Старо-татарская слобода (центральная и южная части одноимённой исторической слободы вдоль улиц Тукая и Нариманова от улицы Татарстан до площади Вахитова).
В начале 2000-х годов районы были подразделены на около 4-х десятков управ (в том числе 2 бывшие префектуры, вошедшие в состав Вахитовского района), которые в настоящее время стали не имеющими администраций учётными жилыми комплексами и, объединяя по одному или несколько кварталов микрорайонов, слобод и посёлков, являются территориями градостроительного-кадастрового учёта, подразделений городского Единого расчётного центра и управляющих компаний ЖКХ и по большей части приближены к республиканским избирательным округам.
Кроме того, в периферийных посёлках организованы территориальные общественные самоуправления (ТОС).

### Историко-географические и градостроительные
В городе выделяются три состоящих из нескольких микрорайонов основных «спальных» района — Новое Савиново, Горки, Азино, прочие кварталы микрорайонов массовой жилой застройки, а также несколько десятков городских слобод и посёлков, в том числе крупные посёлки-эксклавы Дербышки и Юдино.